# Ueda Miyoji
Ueda Miyoji (japanisch 上田 三四二; * 21. Juli 1923 in der Präfektur Hyōgo; † 8. Januar 1989) war ein japanischer Lyriker und Literaturkritiker.

## Übersicht
Ueda Miyoji machte seinen Studienabschluss in Medizin an der Universität Kyōto. Er arbeitete als Internist an dem Krankenhaus seiner Alma Mater und begann zu schreiben. 1961 erhielt er für seine Arbeit zu Saitō Mokichi (1882–1952) Saitō Mokichi-ron den Gunzō-Nachwuchspreis. Im Jahr 1979 wurde er für Utsushimi kono nai naru shizen und Dosutoefusuki mit dem Hirabayashi-Taiko-Literaturpreis ausgezeichnet. Den Yomiuri-Literaturpreis in der Kategorie Biografien/Kritiken erhielt er 1984 für Kono yo kono sei. 1986  wurde er für Shimaki Akahiko, eine Biografie über den Tanka-Poeten Shimaki Akahiko, mit dem Noma-Literaturpreis ausgezeichnet, im Folgejahr für seine Verdienste um das Tanka und die Literatur mit dem Preis der Japanischen Akademie der Künste geehrt.